# Аминева, Стелла Сергеевна
Аминева, Стелла Сергеевна (22 апреля 1942, Баку — 11 ноября 2014, Хайфа) — российская и израильская художница.

## Биография
Родилась в г. Баку (Азербайджан) 22 апреля 1942 года. Мать — Татьяна Николаевна Томилова, бухгалтер. Отец — Сергей Ермолаевич Аминев, инженер-нефтяник.
В 1960 году поступила в Азербайджанский Государственный университет на физический факультет. После 3-го курса перевелась на физический факультет НГУ. Среди преподавателей были А. А. Ляпунов, Ю. И. Кулаков, Ю. Б. Румер, Б. В. Чириков, В. Л. Покровский. Специализировалась у А. И. Фета по математической физике. В 1967 году защитила диплом «Базисные векторы в тензорных представлениях группы SU(3)». Результаты её дипломной работы были отмечены в монографии Ю. Б. Румера и А. И. Фета «Теория унитарной симметрии». После окончания аспирантуры работала на вычислительном центре Западно-Сибирского научно-исследовательского гидрометинститута (НИГМИ).
Впервые начала рисовать в 42 года. Как раз в это время (в 1983 году) в Новосибирский Академгородок из Ленинграда приехала художница Наталия Александровна Чижик и организовала художественную студию «МАРТ» для взрослых. Стелла Аминева стала одним из самых активных членов этой студии. Живопись была её страстью, а студия — вторым домом. Вместе со студией она постоянно выезжала на пленэры как в окрестностях Новосибирска, так и на Алтай, в Адлер и т. д., участвовала во всех её выставках. Параллельно в 1986 году поступила в Государственный Заочный Народный Университет Искусств (Москва). Окончив его в 1989 году, продолжила образование во Всесоюзной Народной Академии Изобразительных Искусств (Москва). В 1991 году получила диплом об окончании отделения станковой живописи и графики, а в 1992 году — диплом руководителя изоколлектива, на том же отделении. Все эти годы её руководителем и наставником был Александр Петрович Дурасов. Она посылала ему сотни работ и получала их назад с комментариями, причём почти каждая работа была им детально разобрана.
В 1994 году ушла из НИГМИ и стала преподавать живопись в детском эстетическом центре г. Бердска, где ежегодно проходили персональные выставки её картин. Летом того же года совершила поездку в Восточную Сибирь. Жила в пригороде Иркутска — селе Смоленщина — и рисовала пастелью. Среди прочего, там появился первоначальный вариант натюрморта «Цветная капуста», написанный пастелью, к этому сюжету Стелла впоследствии многократно возвращалась.
Осенью 1994 года впервые побывала в Израиле, откуда привезла цикл работ. В марте 1995 года, вместе с картинами, написанными в России, они были выставлены в Картинной галерее НГУ под названием «Сибирь — Израиль Стеллы Аминевой». Газета «Молодая Сибирь» поместила иллюстрации двух картин с этой выставки: «Старик в Тель-Авиве» и «Хайфа, залив». Это была её первая персональная выставка в Новосибирске. С этого времени выставки Стеллы Аминевой стали регулярным событием.
В 1997 году состоялась вторая поездка в Израиль, во время которой она ездит по всей стране и рисует. Эти работы тоже были выставлены в Галерее Новосибирского Университета.
В 1998 году по приглашению Надин Плюс живёт на юге Франции, где непрерывно рисует. Результат — серия картин с видами Андуза, Арля, Сен-Кристоль-ле-Алес и др.
С 1999 года живёт в Израиле, где уже в 2000 году заявляет о себе персональной выставкой «Израиль в пастелях» в галерее Бейт Абба Хуши, Хайфа.
Лето 2001 года проводит в Париже, изучая коллекции Лувра и других музеев и галерей, делает зарисовки Парижа и Шартра. Осенью 2002 года ездит по городам Италии, изучая искусство этой страны.
В 2002—2004 годах учится в Иерусалимской школе живописи и графики (основатель и руководитель Исраэль Хершберг). Здесь были сделаны почти все её работы с натурщиками.
В 2004—2006 гг. участвует в международных «Марафонах Иерусалимской живописи», в результате чего появилась серия картин «Иерусалимский пленэр».
В 2006 году участвует в коллективной выставке в Братиславе. Результатом пребывания в этом городе стала ещё одна серия картин. В этом же году в Хайфе, в галерее Бейт Абба Хуши, состоялась персональная выставка картин Стеллы Аминевой, посвящённая празднику деревьев. Деревья — это особая тема творчества художницы. На её картинах они часто напоминают живых персонажей: иногда счастливых, но чаще всего — с нелёгкой судьбой.
С 2009 года Стелла Аминева — член Ассоциации Художников и Скульпторов Израиля (Israel Painters and Sculptors Association) и Международной Ассоциации Изобразительных Искусств (International Association of Art).
В апреле 2011 года проходит её персональная выставка в Доме Художников в Хайфе («Дом Шагала»). В сентябре того же года музей/картинная галерея «I-GALLERY» в Париже организует выставку трёх русских художниц: Стеллы Аминевой, Ольги Мотовиловой-Комовой и Анастасии Николаевой.
В марте 2012 проходит персональная выставка Стеллы Аминевой в «Новой галерее», Бейт Абба Хуши. В сентябре того же года она участвует в «III Международной биеннале современного искусства „Моя Югра“», Ханты-Мансийск.
Последний год прошёл в борьбе с тяжёлой болезнью. Умерла 11 ноября 2014 года в Хайфе. Похоронена в Кфар-Сабе.

### Творчество
Творчество Стеллы Аминевой отражено в цикле альбомов:
- Альбомы картин Стеллы Аминевой. Цветы и натюрморты
- Альбомы картин Стеллы Аминевой. Русский альбом
- Альбомы картин Стеллы Аминевой. Израильский альбом
- Альбомы картин Стеллы Аминевой. Альбом путешественника
- Альбомы эскизов Стеллы Аминевой. Портреты и фигуры
- Альбомы эскизов Стеллы Аминевой. Пастель
- Альбомы эскизов Стеллы Аминевой. Гуашь и масло
- Альбомы эскизов Стеллы Аминевой. Рисунок

## О ней
- «Нарисую, буду жить». Выставка картин к 75-летию Стеллы Аминевой (1942—2014). Искусствовед Ольга Ладик (1949—2017).
- Елена Канунникова. «Неделова́, безумна, но талантлива». Молодая Сибирь № 11(70) 16 марта 1995.
- «Да будем мы к своим друзьям пристрастны…». Университетская жизнь № 7-8 (468—469) 21 марта 1995 г.
- В. Липецкая. «Вернисаж Стеллы Аминевой» «Сибирские вести» № 26 (36).
- Раиса и Борис Теплицкие. «Песнь любви без слов» «Вести-Север», четверг 06.07.2000.
- Яков Зубарев. «Притяжение правдой» «Калейдоскоп» 20.07.2000.
- «Мир художника Стеллы Аминевой» «Слово писателя», Зима 2003. Федерация Союзов писателей государства Израиль. ISSN 15654117
- Нина Ставиская. «О Стелле Аминевой» «Гнездо», Литературный альманах № 3. Издательство ЛИРА, Иерусалим, 2016. ISBN 978-965-7181-24-9
- Рассказы Стеллы Аминевой «Гнездо», Литературный альманах № 3. Издательство ЛИРА, Иерусалим, 2016. ISBN 978-965-7181-24-9